# Pallottole in libertà
Pallottole in libertà (En liberté!) è un film francese del 2018 diretto da Pierre Salvadori.

## Trama
In una piccola cittadina della Costa Azzurra, l'agente di polizia Yvonne Santi scopre che il suo ex marito defunto aveva una doppia vita. L'uomo era ritenuto un eroe ma in realtà era un criminale. Intanto un innocente, dopo aver scontato la sua pena, esce di prigione...